# Mathias Franz Chorinsky von Ledske

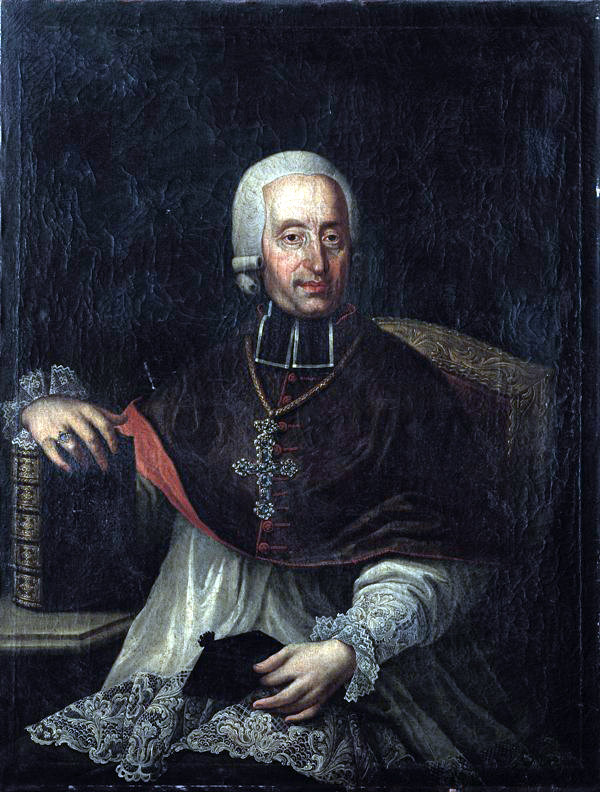
Bischof Mathias Franz Graf von Chorinsky Freiherr von Ledske

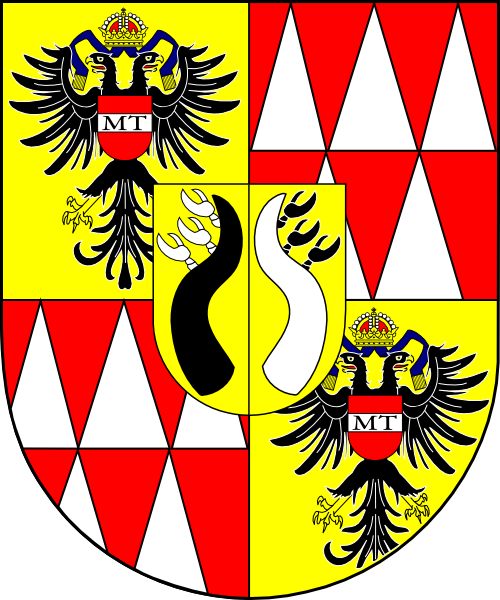
Wappen von Bischof Mathias Franz Graf von Chorinsky Freiherr von Ledske.

Mathias Franz Graf von Chorinsky Freiherr von Ledske (lateinisch Mathias Franciscus Comes de Chorinsky Liber Baron de Ledske, auch tschech. Matyáš František hrabě Chorinský svobodný pán z Ledské; * 4. Oktober 1720 in Pačlavice; † 30. Oktober 1786 in Gurein) erster Graf von Chorinsky (zusammen mit seinen Brüdern), Freiherr von Ledske, Weihbischof in Königgrätz und Olmütz, k.u.k. Wirklicher Geheimer Rat und erster Bischof von Brünn.

## Herkunft und Werdegang
Seine Eltern waren Franz Karl Freiherr von Chorinsky und Ledske, k.u.k. Rat und Hauptmann des Hradischen Kreises in Mähren, Herr der Herrschaften Wesseli und Patschlawitz, und dessen erste Ehefrau Maria 'Catherina'  Freiin Kottulinsky von Kottulin und Krzizkowitz, aus dieser ersten Ehe stammten vier Söhne. Mathias Franz studierte in Olmütz, wo er am 5. April 1743 zum Priester geweiht und später zum Domkapitular berufen wurde. 1762 wurde er Dekan des Kollegiatkapitels St. Peter und Paul in Brünn. Nachdem der Königgrätzer Bischof Hermann Hannibal von Blümegen wegen Streitigkeiten mit seinem Domkapitel 1767 seinen ständigen Wohnsitz in Brünn nahm, wurde Mathias Franz Chorinsky von Ledske 1769 zum Titularbischof von Sebaste in Palaestina (Samaria) sowie zum Weihbischof in Königgrätz und zwei Jahre später zum Koadjutor ernannt. Nach dem Tod Blümegens wurde Chorinsky 1774 dessen Nachfolger als Brünner Propst und 1776 Weihbischof des Olmützer Bischofs Maximilian von Hamilton.

### Bischof von Brünn
Nach dem Tod Bischofs Hamilton wurde 1777 das übergroße Bistum Olmütz geteilt, gleichzeitig zum Erzbistum erhoben und als dessen Suffragan das Bistum Brünn errichtet. Als dessen ersten Bischof nominierte Erzherzogin Maria Theresia in ihrer Eigenschaft als Königin von Böhmen am 18. Mai 1777 Mathias Franz Chorinsky von Ledske, den sie schon im Jahre 1761 zusammen mit seinen Brüdern in den Grafenstand erhoben hatte.
Das neue Bistum bestand aus 18 Dekanaten, denen 151 Pfarreien und 28 Filialkirchen unterstanden. Während der Amtszeit Chorinskys wurde die Zahl der Dekanate verdoppelt, die Pfarreien auf 254 und die Filialkirchen auf 143 erhöht.
Wenig erfolgreich war Chorinsky auf dem Gebiet der Priesterausbildung. Die Verlegung der Universität und des Priesterseminars 1778 von Olmütz an den Sitz der mährischen Landesregierung nach Brünn hatte Richtungskämpfe zwischen den konservativen Theologen, die vom Olmützer Erzbischof Colloredo und Chorinsky unterstützt wurden, und den Reformkatholiken zur Folge. Obwohl sich die letzteren mit ihren Vorstellungen durchsetzen konnten und sich dadurch der Reformkatholizismus in Mähren stärker ausbreiten konnte als in den anderen österreichischen Gebieten, wurde 1782 die Universität wieder nach Olmütz zurückverlegt. Im Bistum Brünn wurden durch die Reformen acht Klöster aufgehoben, zahlreiche Kirchen profaniert und andere josephinische Maßnahmen durchgeführt.

## Einzelbelege
1. 1 2 3 4  Neues Preussisches Adels-Lexicon, Gebrüder Reichenbach, 1836–1843, Leipzig, Band 5 Ergänzungsband, Seite 100–103.
2. 1 2 3  Österreichische Staatsarchiv (ÖStA); Allgemeines Adelsarchiv der österreichischen Monarchie, Autor: Karl Friedrich Benjamin Leupold, Verlag: Hoffmeister, Wien, 1789, Teil 1, Band 2, Seite 179–184.
3. ↑  Brüder von Mathias Franz: (1). Franz Johann (geb. 24 April 1725), (2). Johann Nepomuk (geb.?), (3). Ignaz Dominic (geb. 20 August 1729), (4). Michael Wenzel (geb. 4. Dezember 1736); jeder Graf von Chorinsky Freiherr von Ledske, außer Bruder Johann Nepomuk, der im Jahr 1760 gestorben ist (vor der Erhebung zum Grafen im Jahre 1761) von tödlichen Kampf Wunden in der Schlacht bei Torgau, hielt die erbliche Geburtsname und den Titel Freiherr von Chorinsky und Ledske. Schwestern von Mathias Franz: (1) Maria Anna (geb. 14. März 1716), (2) Josepha (geb.?), (3) Franziska (geb.?); Jeder hielt die erbliche Geburtsname und den Titel Freiin von Chorinsky und Ledske.